# Birth/rebirth
Birth/rebirth ist ein US-amerikanischer Horrorthriller von Laura Moss, der im Januar 2023 beim Sundance Film Festival seine Premiere feierte und im August 2023 in die US-Kinos kam.

## Handlung
Nach dem plötzlichen Tod ihrer 6-jährigen Tochter Lila nach einer bakteriellen Meningitis wird die Entbindungsschwester Celi von Trauer überwältigt, bis sie der Pathologin Dr. Rose Casper begegnet, die im selben Krankenhaus in der Bronx arbeitet. Eigentlich interessiert sich Rose viel mehr für die Leichen, die sie untersucht, als für die lebenden Menschen in ihrem Leben. Rose arbeitet seit vielen Jahren bei sich zu Hause an einem geheimen Projekt, das den Tod umkehren soll. Bei einem Schwein, das sie Muriel nennt, hatte sie damit kürzlich Erfolg. Dieses lebt angeschlossen an einem Tropf in ihrer Wohnung, die ihr auch als Labor dient.
Als Celi von Rose' Projekt erfährt, schließen sich die beiden Frauen zusammen, um Celis Tochter wieder zum Leben zu erwecken. Hierfür entwickeln sie gemeinsam einen Plan, um eine schwangere Patientin immer wieder für Fruchtwasseruntersuchungen ins Krankenhaus kommen zu lassen.

## Produktion

### Regie, Drehbuch und Besetzung

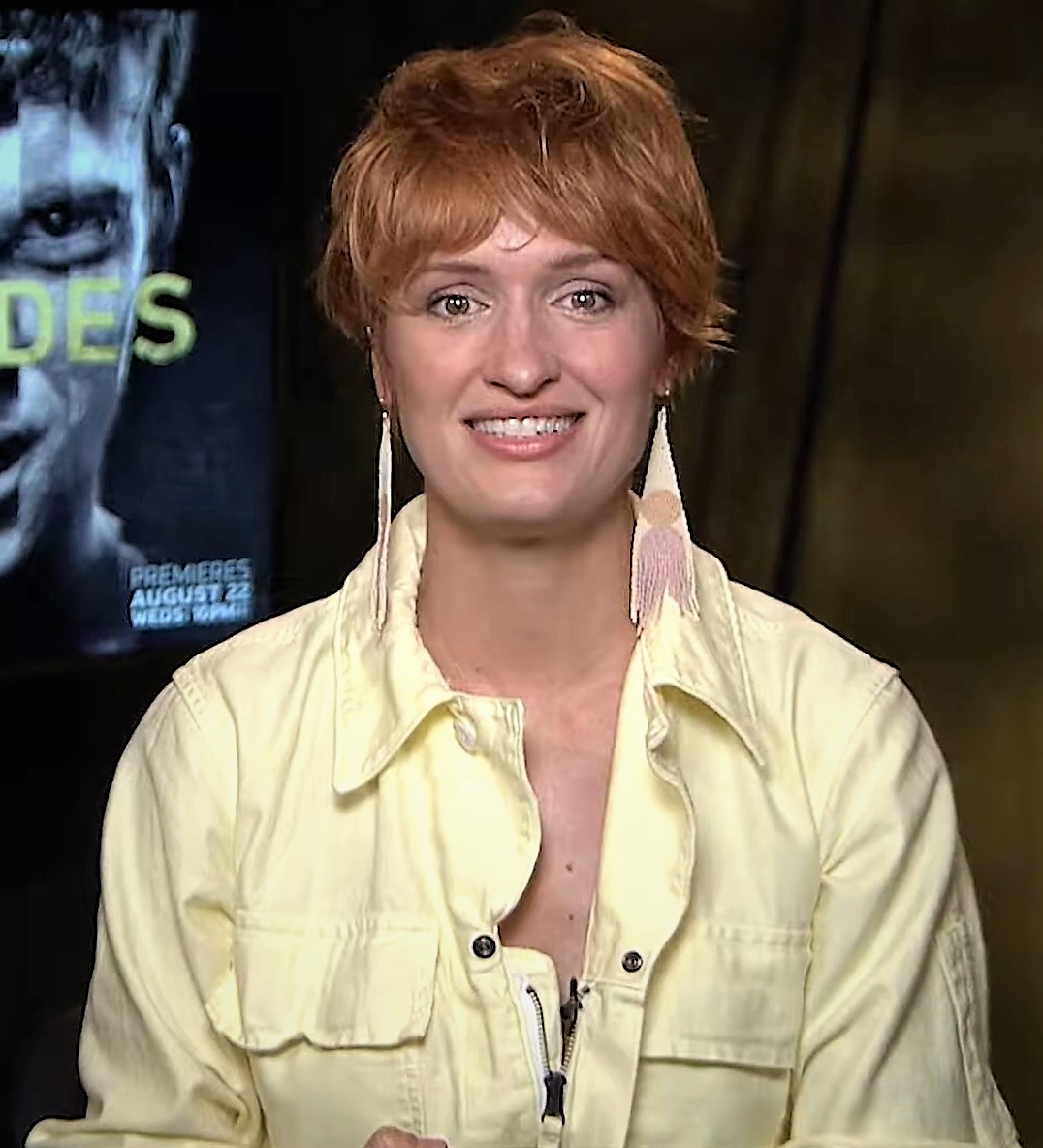
Breeda Wool spielt Dr. Rose Caspers schwangere Patientin

Bei Birth/rebirth handelt es sich um das Spielfilmdebüt von Laura Moss. Gemeinsam mit Brendan J. O’Brien schrieb sie auch das Drehbuch.
Marin Ireland spielt die Mitarbeiterin der Pathologie des Krankenhauses Dr. Rose Casper. Judy Reyes spielt Celi, eine Kollegin von Rose, die dort als Krankenschwester arbeitet. AJ Lister ist in der Rolle von Celis sechsjähriger Tochter Lila zu sehen. Die schwangeren Patientin, die Celi immer wieder für Fruchtwasseruntersuchungen ins Krankenhaus kommen lässt, wird von Breeda Wool gespielt.

### Dreharbeiten
Die Außenaufnahmen entstanden in der Co-op City. Sie gilt als der größte wohnungsbaugenossenschaftliche Gebäudekomplex der Welt. Als Kamerafrau fungierte Chananun Chotrungroj, die zuletzt für das Filmdrama Palm Trees and Power Lines von Jamie Dack und die Tragikomödie Three Months von Jared Frieder tätig war.

### Filmmusik und Veröffentlichung
Die Filmmusik komponierte Ariel Marx, der zuletzt für die Filme The Tale – Die Erinnerung und The Catch arbeitete. Das Soundtrack-Album mit insgesamt 19 Musikstücken wurde im Dezember 2023 von Sea Level Music als Download veröffentlicht.
Der Film feierte am 20. Januar 2023 beim Sundance Film Festival seine Premiere. Anfang Mai 2023 wurde er beim Chicago Critics Film Fest gezeigt. Ab Mitte Juni 2023 wurde er bei Frameline47 vorgestellt. Ende Juli, Anfang August 2023 wurde er beim Fantasia International Film Festival gezeigt. Am 18. August 2023 kam der Film in ausgewählte US-Kinos. Im September 2023 wird er beim Fantasy Filmfest vorgestellt. Im Oktober 2023 wird er beim London Film Festival gezeigt. Zu einem späteren Zeitpunkt soll er in das Programm des Video-on-Demand-Dienstes Shudder aufgenommen werden.

## Rezeption

### Kritiken
Von den bei Rotten Tomatoes aufgeführten Kritiken sind 96 Prozent positiv bei einer durchschnittlichen Bewertung mit 7,5 von 10 möglichen Punkten. Auf Metacritic erhielt der Film einen Metascore von 77 von 100 möglichen Punkten.

### Auszeichnungen
Artios Awards 2024

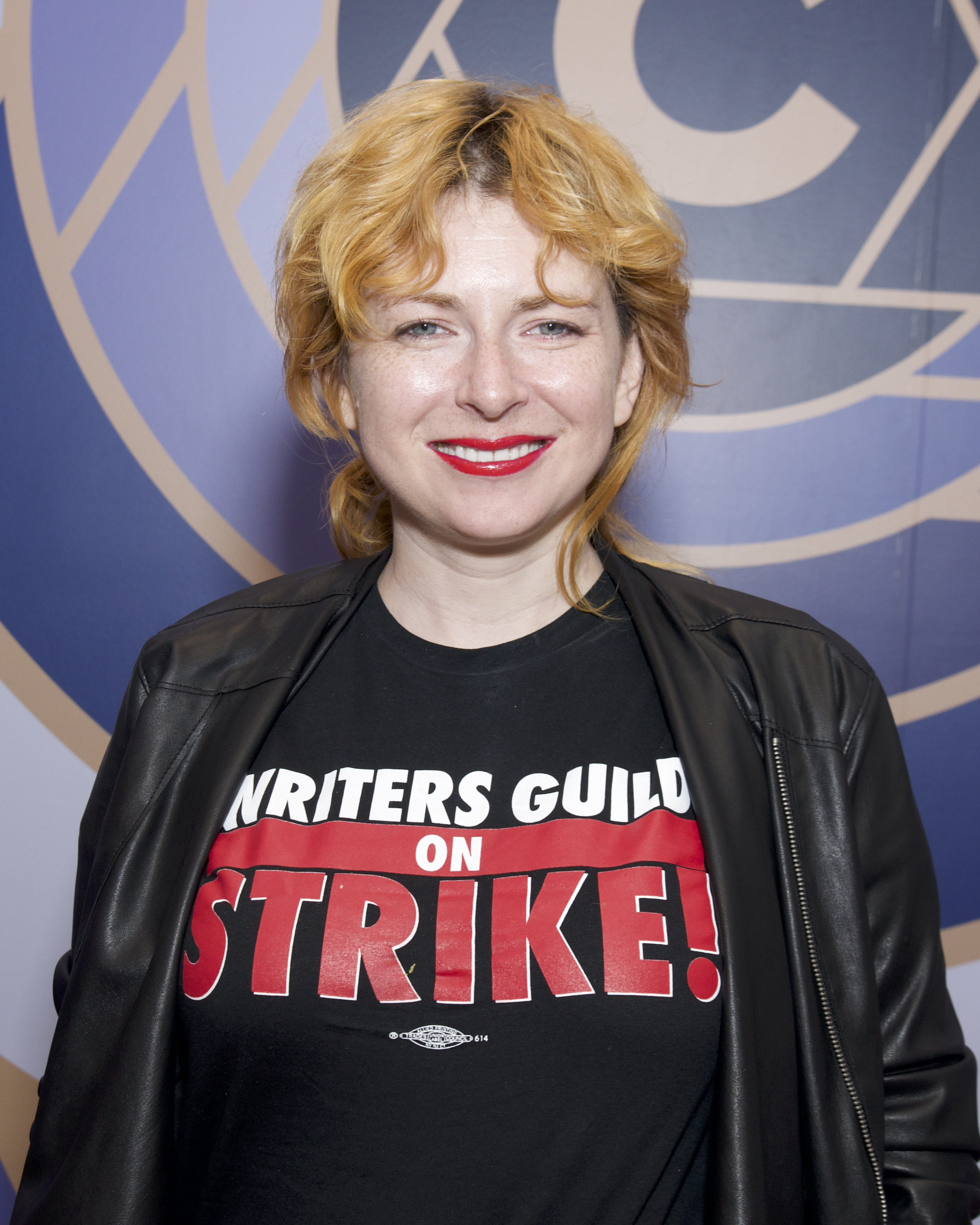
Regisseurin Laura Moss

- Nominierung für das Beste Casting in einem Low-Budget-Film (Allison Twardziak & Danielle Pretsfelder Demchick)[14]

Independent Spirit Awards 2024
- Nominierung für das Beste Drehbuch
- Nominierung für die Beste Hauptrolle (Judy Reyes)
- Nominierung für den „Someone to Watch Award“ (Laura Moss)[15]

Sidewalk Film Festival 2023
- Auszeichnung mit dem Jambor-Franklin Founder’s Award (Laura Moss)[16]